# Karl Wilhelm Borchardt
Karl Wilhelm Borchardt, född den 22 januari 1817 i Berlin, död där den 27 juni 1880, var en tysk matematiker. 
Borchardt studerade 1836–1839 under Dirichlet i Berlin, 1839–1843 under Bessel, Neumann och Jacobi i Königsberg samt 1846–1847 i Paris. Han blev 1855 medlem av vetenskapsakademien i Berlin och övertog samma år efter Crelle posten som redaktör för Journal für die reine und angewandte Mathematik, vilken han innehade ända till sin död. 
Hans arbeten rör sig inom algebra, analys och matematisk fysik. Sålunda sysselsatte han sig med det aritmetisk-geometriska medelvärdet, med hyperelliptiska och abelska funktioner, liksom med elasticitetsläran. Hans arbeten utmärker sig såväl genom grundlighet som genom formell elegans. Borchardts Gesammelte Werke utgavs 1888 av Georg Hettner.